# Anne McGuire

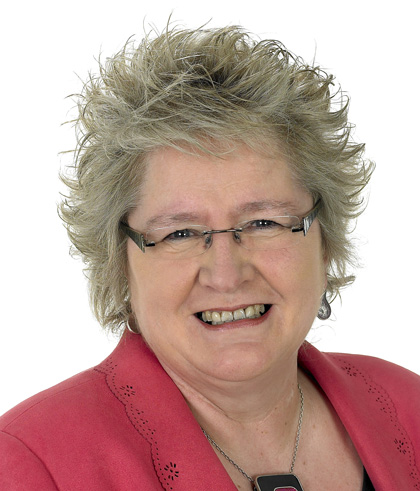
Anne McGuire (2011)

Dame Anne Catherine McGuire DBE (* 26. Mai 1949 in Easterhouse, Glasgow als Anne Catherine Long) ist eine schottische Politikerin.

## Leben
McGuire wurde 1949 als eines von vier Kindern eines Bahnarbeiters und einer Schuhverkäuferin im Glasgower Stadtteil Easterhouse als Anne Long geboren. Sie besuchte die St Francis Secondary School und die Universität Glasgow, die sie mit einem Masterabschluss in Politik und Geschichte verließ. McGuire ist verheiratet und Mutter zweier Kinder. Am Neujahrstag 2015 wurde ihr der Order of the British Empire in der zweithöchsten Ausprägung Dame Commander verliehen.

## Politischer Werdegang
Bereits ihr Vater war in der Kommunalpolitik aktiv. McGuire schloss sich der Hochschulgruppe der Labour Party an und stieg im Laufe der Jahre innerhalb der Partei auf. Im Vorfeld der Unterhauswahlen 1997 wurde bereits 1995 nach einer weiblichen Kandidatin für den Wahlkreis Stirling gesucht. McGuire gewann die interne Abstimmung und trat 1997 erstmals zu Wahlen auf nationaler Ebene an. Hierbei kandidierte sie unter anderem gegen den amtierenden Konservativen Schottlandminister Michael Forsyth. Mit einem Stimmenanteil von 47,5 % gewann sie die Wahl und zog in der Folge erstmals in das britische Unterhaus ein. Bei den folgenden Wahlen 2001, 2005 und 2010 hielt McGuire ihr Mandat. Im Vorfeld der Unterhauswahlen 2015 kündigte McGuire ihren Rückzug aus der aktiven Politik an und schied zum Ende der Wahlperiode aus dem House of Commons aus. Das Mandat des Wahlkreises gewann der SNP-Kandidat Steven Paterson.
Im Parlament hatte McGuire verschiedene Positionen inne. 2002 bekleidete sie eine juniorministerielle Position im Scotland Office. Im Anschluss der Wahlen 2005 wurde sie dann als Staatssekretärin für Behinderte eingesetzt. 2010 berief der Vorsitzende der Labour Party, Ed Miliband, McGuire als Parliamentary Private Secretary.